# Амравати
Амра́вати (маратхи अमरावती, англ. Amravati) — город в индийском штате Махараштра. Административный центр округа Амравати. 

## География
Город расположен на северо-западе штата Махараштра. Средняя высота над уровнем моря — 343 метра.

## Демография
По данным всеиндийской переписи 2001 года, в городе проживало 549 370 человек, из которых мужчины составляли 52 %, женщины — соответственно 48 %. Уровень грамотности взрослого населения составлял 83 % (при общеиндийском показателе 59,5 %). Уровень грамотности среди мужчин составлял 89 %, среди женщин — 76 %. 12 % населения было моложе 6 лет.

## Образование
В городе находится один из крупнейших спортивных ВУЗов Индии — Всеиндийский университет физического воспитания и спорта (HVMP) с прекрасной спортивной базой: стадион, универсальный бассейн (для всех водных видов спорта), открытые спортивные площадки, мототрек, отделение йоги и натуропатии со стационаром до 10 коек для кожных заболеваний. Языки преподавания — маратхи, хинди, бенгали и английский. Квалификационный уровень — бакалавр и магистр.